# سینما ماشین

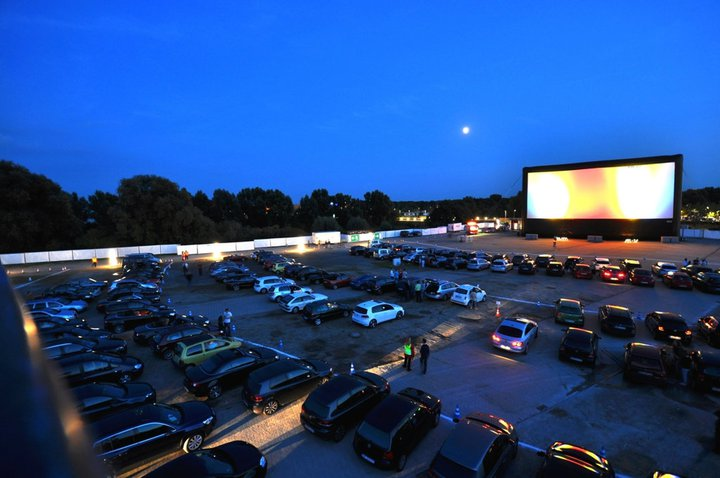
یک سینمای اتومبیل‌رو در وولفسبورگ

سینما ماشین، سینمای اتومبیل‌رو یا درایوین سینما فرمی از سالن سینما است که در محیط بیرون قرار دارد و از یک پرده بزرگ و یک پارکینگ برای خودروها تشکیل شده‌است. در این نوع سینما، تماشاگران فیلم را از درون خودروی خود می‌بینند. صدای فیلم از طریق‌های مختلفی قابل انتقال است؛ در برخی به وسیله اسپیکرهای بزرگ، در برخی دیگر به وسیله اسپیکرهایی که از خودروها آویزان می‌شوند و به‌طور متداول از طریق پخش رادیویی در رادیوی خودروها. پخش صدای فیلم از رادیوی خودروها همچنین امکان صدای استریو را فراهم می‌آورد.
این نوع سینما ابتدا در سال ۱۹۱۵ در لاس کروسس، نیومکزیکو در ایالات متحده آمریکا پایه نهاده‌شد. دوران اوج سینمای اتومبیل‌رو مابین دهه ۱۹۴۰ تا ۱۹۶۰ میلادی بود.